# Grammia favorita
Grammia favorita là một loài bướm đêm thuộc phân họ Arctiinae, họ Erebidae.